# 1136 Brygada Grenadierów
1136 Brygada Grenadierów, niem. Grenadier-Brigade 1136 – jedna z niemieckich brygad grenadierów. Utworzona w lipcu 1944 roku, walczyła w ramach LIX Korpusu Armijnego (17 Armia, Grupa Armii Północna Ukraina) w rejonie  miejscowości Reichshof. We wrześniu tego roku rozwiązana, użyta do utworzenia 545 dywizyjnego batalionu fizylierów.